# Люблю. Жду. Лена
«Люблю. Жду. Лена» — советский художественный фильм по мотивам повести курского писателя Владимира Деткова «Три слова».

## Краткий сюжет
В вахтенный посёлок Степанычу в его отсутствие приходит телеграмма от женщины, с которой он несколько лет назад расстался по недоразумению. Его напарник Сергей, бывший десантник, решает встретить эту женщину. Целую ночь он добирается до станции по суше и по воде, по пути вспоминая историю своей непростой любви…

## В главных ролях
- Александр Новиков — Сергей Крутов
- Ольга Битюкова — Ольга

## В ролях
- Екатерина Воронина — Лена
- Юлиана Бугаева — мать Ольги, Лариса Анатольевна
- Анатолий Ромашин — отец Ольги, Александр Демьянович
- Лев Прыгунов — Валерий Аркадьевич
- Екатерина Васильева — Люська
- Зинаида Кириенко — Настасья Меркуловна
- Фёдор Валиков — Харитон Семёнович
- Сергей Никоненко — Степаныч

В фильме снимались:
- Андрей Вертоградов — «Андрюша»
- Алексей Ванин — Игнат, машинист локомотива
- Эльдор Уразбаев — геолог
- Виктор Филиппов — геолог
- Олег Федулов (каскадёр)
- Александр Январёв — односельчанин Сергея
- Георгий Светлани — старый скрипач

## Съёмочная группа
- Песни Андрея Никольского
- Сценарий и постановка Сергея Никоненко
- Киноператор-постановщик — Михаил Гойхберг
- Художник-постановщик — Анатолий Кочуров
- Художник по костюмам — Н. Яциневичюс
- Композитор — Владимир Камоликов
- Звукооператор — Ю. Дмитриев
- Директор съёмочной группы — Давид Пробер